# Шкотска национална лига дивизија 3
Шкотска национална лига дивизија 3 (енгл. Scottish National League Division Three) је четврти ранг рагби 15 такмичења у Шкотској.

## О такмичењу
Дакле, ово је четврти ранг клупског рагби 15 такмичења у Шкотској. Укупно учествује 12 аматерских рагби клубова, који имају прилику да се пласирају у трећу лигу. На крају лигашког дела такмичења, две најбољепласиране екипе иду у виши ранг такмичења, а три последњепласиране екипе испадају у још нижи ранг.

## Историја
Списак победника четврте шкотске лиге
- 2006. Хамилтон
- 2007. Пертшир
- 2008. Ирвин
- 2009. Фалкирк
- 2010. Хау оф фајф
- 2011. Делзел
- 2012. Ласвејд
- 2016. ГХК
- 2017. Дамфрис сеинтси

## Учесници
- Ардросан академикалси
- Делзел
- Глазгов академикалси
- Гордонијанси
- Хедингтон
- Халленд
- Хилхед џорданхил
- Марифилд вондерерси
- Њутон стјуарт
- Оркни
- Пертшир
- Сеинт бовелси